# Sikorzyn (powiat rawicki)
Sikorzyn – wieś w Polsce położona w województwie wielkopolskim, w powiecie rawickim, w gminie Rawicz.

## Historia
Czas powstania wsi nie jest dokładnie znany. Miejsce pierwotnie związane było z Wielkopolską i notowane jest od XVI wieku. Po raz pierwszy wymieniono je w księgach ziemskich z 1553 jako Sikorzyn, niezidentyfikowany obiekt znajdujący się obok Niemarzyna. Informację tę w XVIII zanotował A. Ptaszyński w swoim rękopisie, który zaginął w czasie II wojny światowej.
W XVI wieku miejsce znajdowało się na terenie powiatu kościańskiego Korony Królestwa Polskiego w Rzeczypospolitej Obojga Narodów. Miejscowość nie występuje w rejestrach podatkowych z XVI wieku i nie ma jej także w zestawieniach z wieków późniejszych. Wieś Sikorzyn zaznaczona została dopiero na przełomie XVIII-XIX wieku na mapach Perthéesa z 1791 gdzie występuje pod nazwą Sikorzyno, Gilly’ego w latach 1802–1803 pod nazwą Sikożyn oraz, Gaula w latach 1807–1812 pod obecną nazwą Sikorzyn.
W wyniku II rozbioru Rzeczypospolitej w 1793, miejscowość przeszła w posiadanie Prus i jak cała Wielkopolska znalazła się w zaborze pruskim. W okresie Wielkiego Księstwa Poznańskiego (1815-1848) miejscowość wzmiankowana jako Sikorzyn należała do wsi mniejszych w ówczesnym pruskim powiecie Kröben (krobskim) w rejencji poznańskiej. Sikorzyn należał do okręgu sarnowskiego tego powiatu i stanowił część majątku Stwolno, którego właścicielem był wówczas (1846) Czarnecki. Według spisu urzędowego z 1837 roku Sikorzyn liczył 55 mieszkańców, którzy zamieszkiwali 8 dymów (domostw). W skład majątku Stwolno wchodziły także: Wydawy, Zielona Wieś oraz polana leśna Wołynie.
W latach 1975–1998 miejscowość należała administracyjnie do województwa leszczyńskiego.
Zobacz też: Sikorzyn, Sikorzyno